# División (biología)
En taxonomía, división es una categoría taxonómica que está entre el reino y la clase, y se utiliza para subdividir los reinos Plantae (plantas) y Fungi (hongos). Es equivalente a la categoría filo, usada para subdividir los reinos Animalia (animales) y Protista (protistas).
Las divisiones principales en el reino vegetal se establecen siguiendo el orden evolutivo. Una de las clasificaciones populares, fue la de Cronquist, Takhtajan & Zimmermann (1966), que dividían a las plantas terrestres (subregnum Embryobionta) en las divisiones siguientes:
1. división Rhyniophyta (extintas)
2. división Bryophyta (briófitos)
3. división Psilotophyta (psilotos)
4. división Lycopodiophyta (licopodios)
5. división Equisetophyta (colas de caballo)
6. división Polypodiophyta (helechos)
7. división Pinophyta (gimnospermas)
8. división Magnoliophyta (angiospermas)

Las angiospermas son las plantas florecientes que ahora dominan el mundo de las plantas (el 80% de todas las plantas vasculares son angiospermas[cita requerida]).